# التشريح الرقمي للجثة
التشريح الرقمي هو تشريح غير جراحي تستخدم فيه تقنيات التصوير الرقمي، مثل التصوير المقطعي المحوسب (CT) أو التصوير بالرنين المغناطيسي (MRI)، لتطوير صور ثلاثية الأبعاد من أجل الاستكشاف الافتراضي لجسم الإنسان.
يعني تشريح الجثة الرقمي، ببساطة، إجراء تشريح للجثة في بيئة محوسبة بواسطة أدوات رقمية. تبدأ الخطوة الأولى في الرقمنة بأساليب التصوير الطبي التي توفر صور البيانات الأولية من الجثة (الشخص المتوفى). الطرائق الأكثر شيوعًا هي التصوير المقطعي المحوسب (CT) والتصوير بالرنين المغناطيسي (MRI). التصور الطبي ثلاثي الأبعاد هو العملية التقنية التي توفر البيئة الرقمية لاستكشاف ثلاثي الأبعاد للجسم وإجراء تشريح الجثة الرقمي.
لا يمكن العثور على المصطلح قبل عام 1985 في الأدبيات. ومع ذلك، هناك العديد من المصطلحات المماثلة الأخرى مثل: التصوير المقطعي المحوسب بعد الوفاة للأعضاء الفردية، المسح الإشعاعي الحجمي، التشريح الافتراضي وVirtopsy.

## تاريخيًا
أُجريت واحدة من أولى دراسات التشريح الرقمي الموثقة في قسم طب الأشعة العصبية، مستشفى جامعة ماينز، ألمانيا في عام 1980، حيث في 105 عينة من البشر الذين ولدوا ميتين ورضعًا أحياء، تتراوح أعمارهم من أسبوع الحمل 13 إلى شهر ما بعد الولادة، درست 18 حالة. منذ ذلك الحين، تطورت ساحة صور المسح المقطعي ثنائي الأبعاد تدريجيًا إلى التقنيات الحالية لإعادة البناء متعدد المستويات (MPR) والعرض ثلاثي الأبعاد الواقعي عالي الدقة. في عام 1998، درست جوانب مختلفة من علم التشريح البشري والحيواني وعلم الأمراض بنجاح من خلال الفحص الرقمي ثلاثي الأبعاد على العينات القديمة المحنطة في المركز الطبي الأكاديمي بأمستردام. كما أجريت دراسات مماثلة منذ ذلك الحين في المتحف البريطاني. ساعد التحليل الرقمي ثلاثي الأبعاد للبيانات التي حصل عليها من التصوير المقطعي المحوسب للمومياوات في تصور وجوه بعض المومياوات، بما في ذلك وجوه المراجعين من معبد الكرنك. أعطت هذه التقنية أيضًا معلومات كثيرة حول عمليات التحنيط والدفن. في عام 2009، استخدم المسح المقطعي المحوسب والتحليل الرقمي لبيانات DICOM بنجاح بواسطة VIFM، أستراليا خلال المرحلة 2 من عملية DVI لحرائق الغابات الفيكتورية. فحصت جميع الجثث والبقايا المتناثرة بالأشعة المقطعية في أكياس الجثث باستخدام بروتوكولات محددة وجرى تحليلها. ساعد الفحص الرقمي ليس فقط في فصل وجود رفات غير بشرية، ولكنه كان مفيدًا أيضًا في وقت تشريح الجثة لالتقاط وتحليل السمات المميزة في حالات التشوه الشديد.
يجري حاليًا استخدام تشريح الجثة الرقمي بنجاح في العديد من البلدان مثل سويسرا والولايات المتحدة الأمريكية والمملكة المتحدة وماليزيا واليابان. قد يسميها اختصاصيو الأشعة التصوير المقطعي المحوسب بعد الوفاة (PMCT) الذي لا يوفر مناظر ثلاثية الأبعاد ملونة. في سويسرا، يطلق عليه Virtopsy (تشريح الجثة الافتراضي). يعرف علماء الأمراض (علماء الأمراض الشرعيون) هذا الإجراء باسم التشريح الرقمي.

## المفهوم
في تشريح الجثة بالطب الشرعي أو الفحص التالي للموت، تفحص جثة المتوفى للحصول على معلومات حول سبب الوفاة بما في ذلك على سبيل المثال لا الحصر طريقة الوفاة لدى الأشخاص الذين يموتون بشكل مفاجئ أو غير متوقع أو عنيف أو متعلق بالمخدرات أو غير ذلك من حالات الوفاة المشبوهة. يحاول تشريح الجثة الرقمي الإجابة على نفس الأسئلة الاستقصائية دون تشريح حقيقي كما هو الحال في تشريح الجثة التقليدي.
ظهر المفهوم الرئيسي للتشريح الرقمي للتغلب على بعض المشاكل أثناء عمليات التشريح التقليدية دون فقدان موضوعية فحص ما بعد الوفاة. المشاكل الرئيسية في تشريح الجثة التقليدي هي:
- من المستحيل الحفاظ على الجسم بعد التشريح وجمع النتائج بإجراءات غير مدمرة وخالية من التلوث.
- يصعب إلى حد ما الحصول على البيانات في بعض مناطق الجسم، خاصة في حالات التحلل.
- لا يتوفر توثيق مستقل عن المراقب للأدلة
- الحصول على بيانات الجثة فيما يتعلق بالمتوفى وأقاربه والواجبات الدينية
- الحصول البطيء وغير الكامل على البيانات في حالات الكوارث

سيكون التشريح الرقمي حلًا تقنيًا للمشاكل المذكورة أعلاه. يعد استخدام أساليب التصوير الطبي مثل أجهزة التصوير المقطعي المحوسب أو التصوير بالرنين المغناطيسي الخطوة الأولى لفحص المتوفى بصريًا دون أي إجراءات مدمرة وملوثة وغير حافظة مثل التشريح. علاوة على ذلك، فإن استخدام هذه الصور مع معالجة البرامج في التصور هو الخطوة الثانية نحو الحصول على البيانات من المناطق الصعبة من منظور تشريحي واعتبارات الجسم. يمكن فحص الأجسام الرقمية في النظام عدة مرات والإبلاغ عنها ليس فقط نصيًا ولكن أيضًا في مجموعة متنوعة من الوسائط المتاحة (الصور والأفلام وما إلى ذلك). بالإضافة إلى ذلك، يتوفر تقييم سريع للجثث وأجزاء الجسم في الكوارث الهائلة مقارنة بإجراءات تشريح الجثة التقليدية التي تستغرق وقتًا طويلًا.